# Listă de localități din Insulele Baleare, Spania

Harta municipală a Insulelor Baleare

Stema Insulelor Baleare

Steagul Insulelor Baleare

Steagul Mallorcăi

Steagul Menorcăi

Steagul Ibizăi

Steagul Formentera

Comunitatea autonomă a Insulelor Baleare (în catalană, Comunitat Autònoma de les Illes Balears) este o regiune din Spania situată în Marea Mediterană, în largul coastei de est a Peninsulei Iberice. Este o comunitate autonomă cu o singură provincie formată din 67 de municipii și constituie un teritoriu insular, care formează arhipelagul Baleare, în cadrul căruia se pot distinge două grupuri de insule și insulițe:
- Insulele Gymnesias: Mallorca, Menorca, Cabrera, Dragonera, Conejera și Isla del Aire, precum și insulele adiacente.
- Insulele Pitiusas: Ibiza (Eivissa) și Formentera, precum și insulele din jur.

Aceasta este o listă a municipalităților cu numărul de locuitori din provincia și comunitatea autonomă Insulele Baleare, Spania.

## Municipalități ale Insulelor Baleare (67)
| Nume spaniol             | Nume catalan (oficial)     | Populație (2022) | Suprafață (km²) | Stemă |
| ------------------------ | -------------------------- | ---------------- | --------------- | ----- |
| Alaró                    | Alaró                      | 5811             | 45,72           |       |
| Alayor                   | Alaior                     | 9606             | 109,86          |       |
| Alcudia                  | Alcúdia                    | 20 717           | 60,01           |       |
| Algaida                  | Algaida                    | 6075             | 89,77           |       |
| Andrach                  | Andratx                    | 11 735           | 81,45           |       |
| Ariañy                   | Ariany                     | 912              | 23,14           |       |
| Artá                     | Artà                       | 8062             | 139,79          |       |
| Bañalbufar               | Banyalbufar                | 566              | 18,05           |       |
| Binisalem                | Binissalem                 | 9027             | 29,77           |       |
| Búger                    | Búger                      | 1111             | 8,28            |       |
| Buñola                   | Bunyola                    | 7121             | 84,69           |       |
| Calviá                   | Calvià                     | 52 458           | 145,02          |       |
| Campanet                 | Campanet                   | 2719             | 34,65           |       |
| Campos                   | Campos                     | 11 618           | 149,69          |       |
| Capdepera                | Capdepera                  | 12 081           | 54,91           |       |
| Ciudadela                | Ciutadella de Menorca      | 30 811           | 186,34          |       |
| Consell                  | Consell                    | 4230             | 13,70           |       |
| Costich                  | Costitx                    | 1446             | 15,36           |       |
| Deyá                     | Deià                       | 674              | 15,20           |       |
| Escorca                  | Escorca                    | 187              | 139,38          |       |
| Esporlas                 | Esporles                   | 5182             | 35,29           |       |
| Estellenchs              | Estellencs                 | 336              | 13,43           |       |
| Felanich                 | Felanitx                   | 18 357           | 169,79          |       |
| Ferrerías                | Ferreries                  | 4944             | 66,08           |       |
| Formentera               | Formentera                 | 11 418           | 83,24           |       |
| Fornaluch                | Fornalutx                  | 710              | 19,48           |       |
| Ibiza                    | Eivissa                    | 50 715           | 11,14           |       |
| Inca                     | Inca                       | 34 093           | 58,33           |       |
| Lloret de Vista Alegre   | Lloret de Vistalegre       | 1514             | 17,44           |       |
| Lloseta                  | Lloseta                    | 6312             | 12,09           |       |
| Llubí                    | Llubí                      | 2392             | 34,92           |       |
| Lluchmayor               | Llucmajor                  | 38 722           | 327,33          |       |
| Mahón                    | Maó                        | 29 445           | 117,31          |       |
| Manacor                  | Manacor                    | 45 352           | 260,30          |       |
| Mancor del Valle         | Mancor de la Vall          | 1596             | 19,89           |       |
| María de la Salud        | Maria de la Salut          | 2273             | 30,52           |       |
| Marrachí                 | Marratxí                   | 38 902           | 54,21           |       |
| Mercadal                 | Es Mercadal                | 5676             | 138,33          |       |
| Montuiri                 | Montuïri                   | 3119             | 41,12           |       |
| Muro                     | Muro                       | 7667             | 58,60           |       |
| Palma de Mallorca        | Palma                      | 415 940          | 208,6           |       |
| Peguera                  | Paguera                    | 3 958            | 5,14            |       |
| Petra                    | Petra                      | 3067             | 70,03           |       |
| Pollensa                 | Pollença                   | 17 126           | 151,65          |       |
| Porreras                 | Porreres                   | 5645             | 86,91           |       |
| La Puebla                | Sa Pobla                   | 14 005           | 48,58           |       |
| Puigpuñent               | Puigpunyent                | 2075             | 42,31           |       |
| Las Salinas              | Ses Salines                | 5039             | 39,11           |       |
| San Antonio Abad         | Sant Antoni de Portmany    | 27 341           | 126,79          |       |
| San Cristóbal            | Es Migjorn Gran            | 1507             | 3,1             |       |
| San José                 | Sant Josep de sa Talaia    | 28 813           | 159,38          |       |
| San Juan                 | Sant Joan                  | 2179             | 38,53           |       |
| San Juan Bautista        | Sant Joan de Labritja      | 6703             | 121,65          |       |
| San Lorenzo del Cardezar | Sant Llorenç des Cardassar | 9035             | 82,08           |       |
| San Luis                 | Sant Lluís                 | 6953             | 34,68           |       |
| Sancellas                | Sencelles                  | 3695             | 52,85           |       |
| Santa Eugenia            | Santa Eugènia              | 1771             | 20,25           |       |
| Santa Eulalia del Río    | Santa Eulària des Riu      | 40 548           | 153,58          |       |
| Santa Margarita          | Santa Margalida            | 12 776           | 86,50           |       |
| Santa María del Camino   | Santa María del Camí       | 7483             | 37,61           |       |
| Santañí                  | Santanyí                   | 12 321           | 124,86          |       |
| Selva                    | Selva                      | 4243             | 48,74           |       |
| Sinéu                    | Sineu                      | 4232             | 47,73           |       |
| Sóller                   | Sóller                     | 13 454           | 42,79           |       |
| Son Servera              | Son Servera                | 11 752           | 42,56           |       |
| Valldemosa               | Valldemossa                | 2085             | 42,92           |       |
| Villacarlos              | Es Castell                 | 7525             | 11,63           |       |
| Villafranca de Bonany    | Vilafranca de Bonany       | 3600             | 23,95           |       |

## Comărcile Insulelor Baleare (10)

### Palma de Mallorca (Ciutat de Mallorca)
• Palma de Mallorca.

### La Sierra de Tramontana (sa Serra de Tramuntana)
• Andrach, Bañalbufar, Buñola, Calviá, Deyá, Escorca, Esporlas, Estellenchs, Fornaluch, Pollensa, Puigpuñent, Sóller și Valldemosa.

### El Raiguer (es Raiguer)
• Alaró, Alcudia, Binisalem, Búger, Campanet, Consell, Inca, Lloseta, Mancor del Valle, Marrachí, La Puebla, Santa María del Camino și Selva.

### El Llano de Mallorca (es Pla de Mallorca)
• Algaida, Ariañy, Costich, Lloret de Vista Alegre, Llubí, María de la Salud, Montuiri, Muro, Petra, Porreras, San Juan, Santa Eugenia, Santa Margarita, Sancellas, Sinéu și Villafranca de Bonany.

### El Migjorn (es Migjorn)
• Campos, Felanich, Lluchmayor, Las Salinas și Santañí.

### El Levante de Mallorca (es Llevant de Mallorca)
• Artá, Capdepera, Manacor, San Lorenzo del Cardezar și Son Servera.

### Comarca de Ciudadela (Comarca de Ciutadella)
• Ciudadela, Ferrerías, Mercadal și San Cristóbal.

### Comarca de Mahón (Comarca de Maó)
• Alayor, Mahón, San Luis și Villacarlos.

### Insula Ibiza (Illa d'Eivissa)
• Ibiza, San Antonio Abad, San José, San Juan Bautista și Santa Eulalia del Río.

### Insula Formentera (Illa de Formentera)
• Formentera.
* Menorca se împarte în 2 comărci naturale: Tramontana și Mediodía.